# Oldenburg (Schiff, 1628)
Die Oldenburg war ein 1628 in Flensburg gebautes dänisches Kriegsschiff (Orlogschiff) von 900 Tonnen. Sie war mit 32 bis 42 Geschützen bewaffnet und hatte 200 bis 250 Mann Besatzung.

## Einsatzgeschichte
Die Oldenburg war nach dänischen Darstellungen 1630 Flaggschiff der 1. eskadre. Nach der Spes (53 Geschütze) und der offenbar baugleichen Lindormen (40 Geschütze) war sie das damals drittstärkste Kriegsschiff der dänischen Flotte. 1632 war sie an der Begleitung von Handelsschiffen von und nach Island beteiligt. Ebenso war sie bei der Seeschlacht auf der Kolberger Heide im Sommer 1644 engagiert. Am 13. bzw. 23. Oktober (neue Zeitrechnung) 1644 nahm sie an der Seeschlacht im Fehmarnbelt vor Laaland (Lolland) während des Torstenssonkriegs teil. Nach kurzem Gefecht wurde sie von den schwedischen Schiffen Nya Fortuna, Svan und Leoparden geentert. Außer der Oldenburg wurden drei weitere dänische Schiffe erobert. Die Oldenburg wurde in schwedische Dienste gestellt und führte 1658 acht 24-Pfünder, zwölf 18-Pfünder, sechs 12-Pfünder, 16 8-Pfünder und sechs Dreipfünder bei 284 Mann Besatzung. Aus der Liste wurde sie 1660 gestrichen und 1670 abgewrackt.
Eine Abbildung der Oldenburg findet sich bei Probst als Ausschnitt aus einem Gemälde von Willem van de Velde der Jüngere.

## Nachfolgerschiffe gleichen Namens
Aus einer Zeitungsnotiz vom 2. Juli 1667 geht hervor, dass die dänische Flotte ein neues Kriegsschiff mit dem Namen Oldenburg in Dienst gestellt hatte, das 46 Stücke trug. Es war die 1663 in Neustadt gebaute Oldenburg, die 1673 an die Ostindienkompanie abgegeben und in dieser Funktion 1677 zum Wrack wurde.
Eine dritte Oldenburg wurde 1688 in Kopenhagen gebaut und war bis 1728 im Dienst. Mit 50 bis 52 Geschützen war sie gerade noch groß genug, in der Linie mitzusegeln.
Eine weitere Oldenburg wurde 1740 als Linienschiff in Dienst gestellt und hatte 60 Geschütze. Sie diente bis 1778.